# Cosmin Moți
Cosmin Iosif Moți [kosmin josif moci] (* 3. prosince 1984 Reșița, Rumunsko) je rumunský fotbalový obránce a reprezentant, který hraje v bulharském klubu Ludogorec Razgrad.

## Klubová kariéra
V Rumunsku působil v klubech FC Universitatea Craiova a Dinamo Bukurešť, v Itálii pak krátce hostoval v AC Siena.
28. června 2012 podepsal smlouvu s bulharským klubem Ludogorec Razgrad. První gól za Razgrad vstřelil 4. listopadu 2012 při výhře 4:0 nad FC Etar 1924 Veliko Tarnovo. S klubem získal titul v nejvyšší bulharské lize (sezóna 2012/13) a triumf v bulharském Superpoháru (2012).
V prvním zápase druhého předkola Ligy mistrů UEFA 2013/14 17. července 2013 nastoupil proti slovenskému celku ŠK Slovan Bratislava. Ludogorec vedl 1:0, ale Slovanu se povedl obrat a zvítězil 2:1. Do Ligy mistrů se s mužstvem nepropracoval, ale zahrál si v Evropské lize 2013/14, kde Ludogorec vypadl až v osmifinále se španělským celkem Valencia CF.
V roce 2014 vyhrál svůj první bulharský double (tzn. vyhrál v sezoně 2013/14 A Grupu i bulharský fotbalový pohár).
Stal se hrdinou odvety play-off předkola Ligy mistrů UEFA 2014/15 27. srpna 2014 proti rumunskému týmu FC Steaua București. Utkání dospělo do penaltového rozstřelu, v němž šel do brány místo vyloučeného brankáře Vladislava Stojanova. Nejenže chytil 2 penalty, ale sám i proměnil svůj pokus a výrazně se přičinil o postup Ludogorce do základní skupiny elitní evropské pohárové soutěže, první v historii klubu. Majitel klubu Kiril Domušjev v euforii navrhl pojmenovat po hráči tribunu domácího stadionu Ludogorec Arena (předkolo se hrálo na Národním stadionu Vasila Levského v Sofii, protože domácí Ludogorec Arena nesplňuje parametry pro evropské poháry).

## Reprezentační kariéra
Cosmin Moți působil v letech 2003–2006 v rumunském reprezentačním výběru v kategorii do 21 let.
V A-mužstvu Rumunska debutoval 6. února 2008 v přátelském zápase s domácím Izraelem, který Rumunsko prohrálo 0:1. Dostal se na hřiště v samotném závěru utkání.
V témže roce jej trenér Victor Pițurcă nominoval na EURO 2008 v Rakousku a Švýcarsku, nicméně zde si Cosmin nepřipsal ani jeden start (Rumunsko vypadlo se ziskem 2 bodů již v základní skupině C, což byla tzv. „skupina smrti“ – nejtěžší skupina šampionátu ve složení Francie, Nizozemsko, Itálie a Rumunsko).
Trenér rumunského národního týmu Anghel Iordănescu jej vzal na EURO 2016 ve Francii. Rumuni obsadili se ziskem jediného bodu poslední čtvrté místo v základní skupině A.